# Фишт (планина)
Фишт (рус. Фишт; адиг. Фыщт) планински је врх у западном делу Великог Кавказа и најзападнији је планински врх на Кавказу са чијих падина се спуштају глечери (Велики и Мали Фиштински глечер). Заједно са планинским врховима Оштен и Пшехо-Су формира јединствени Фишт-Оштенски планински масив. Надморска висина планине је 2.867 метара.
Планински врх Фишт је у својој основи кречњачког карактера и на њему постоје доста развијени разни кречњачки облици рељефа. Највећа и најпознатија је пећина Парјашчаја птица, а године 1994. на планини је пронађен пећински систем Белаја звездочка (дубина до 650 метара) која се убраја у најдубље пећинске системе у целој Русији. У грађи њених стена налазе се и корални елементи што је последица њене подморске фазе развоја (праокеан Тетис).
Фишт представља типичан пример планинских врхова алпијског типа и његови највиши врхови се простиру доста више изнад горње границе шума, а постоје и значајнија подручја субалпских и алпских планинских ливада. 
На обронцима Фишта свој ток започињу реке Пшеха и Белаја које припадају сливу Кубања, док се река Шахе директно улива у Црно море у Сочију. На западним обронцима планине налази се водопад Фишт висине 200 метара. 
Олимпијски стадион Фишт у Сочију добио је име по овом планинском врху.